# Cocaïne, prison & likes : la vraie histoire d'Isabelle
Cocaïne, prison & likes : la vraie histoire d'Isabelle est une mini-série documentaire, co-produite par URBANIA et Connect3 Media, diffusée, depuis le 2 décembre 2022, sur la plateforme Crave (Bell Média).  

## Synopsis
En 2016, Isabelle Lagacé et Mélina Roberge sont arrêtées pour importation de cocaïne à bord d’une croisière en Australie. La nouvelle fait le tour du monde. Il s'ensuit un procès où elles sont condamnées à plusieurs années de prison en Australie. Isabelle Lagacé revient pour la première fois sur son histoire.
La mini-série donne également à la parole à des journalistes ainsi qu'à des proches et des amis d’Isabelle Lagacé.

## Fiche technique
- Titre original : Cocaïne prison & likes : la vraie histoire d'Isabelle
- Réalisation : Sébastien Trahan[2]
- Scénario : Sébastien Trahan, Amélie Badier
- Société de production : URBANIA et Connect 3 Media[4],[2]
- Diffusion : Bell Média (via Crave[5],[6])
- Pays de production : Canada
- Langues originales : français et anglais
- Genre : mini-série, documentaire[7]
- Nombre d'épisodes : 3[6]
- Durée : 60 minutes[2]
- Dates de sortie : 2 décembre 2022[3],[6]

## Distribution
- Isabelle Lagacé[1]
- Jacques Lagacé, le père d'Isabelle[1],[5]
- Jennyfer Doyon Fortier, la meilleure amie d'Isabelle[1],[5]
- Alexandre Ovallé, l'ex-détenu et ex petit-ami d'Isabelle[1],[5]
- La tante d'Isabelle[5]
- L'avocat d'Isabelle[5]
- Des passagers de la croisière[8]
- Des journalistes[8]

## Réception
En décembre 2022, à son lancement sur Crave en français, la série documentaire est devenue la production originale de Crave ayant obtenu le meilleur départ sur la plateforme.